# عکس‌های مشت گره‌کرده ترامپ
عکاس آمریکایی، ایوان ووچی، عکس‌هایی از دونالد ترامپ در حالی که مشت راستش را بالا می‌برد، نمایش عکس
بلافاصله پس از اصابت گلوله به گوش در یک گردهمایی سیاسی در نزدیکی باتلر، پنسیلوانیا در ۱۳ ژوئیه ۲۰۲۴ ثبت کرد. از این تصویر ترامپ با توجه به ترکیب بندی، نمایش رنگ، و استفاده از زاویه مناسب، به عنوان یکی از بهترین آثار عکاسی خبری استقبال شد. در این عکس ترامپ خون آلودی که توسط مأموران سرویس مخفی اسکورت می‌شود با مشتی برافراشته و پرچم آمریکا در پس زمینه، دیده می‌شود.

## پیش زمینه
در یک گردهمایی مبارزاتی در نزدیکی باتلر، پنسیلوانیا، در ۱۳ ژوئیه ۲۰۲۴، دونالد ترامپ، رئیس‌جمهور سابق ایالات متحده، نامزد احتمالی حزب جمهوری‌خواه برای ریاست جمهوری در انتخابات ریاست جمهوری ۲۰۲۴ ایالات متحده، در یک سوء قصد از ناحیه لاله گوش راست زخمی شد. ایوان ووچی، عکاس ارشد آسوشیتدپرس در واشینگتن دی سی، یکی از چهار عکاس مستقر در یک منطقه حائل نزدیک صحنه بود. او سال‌ها ترامپ را پوشش داده بود و از صدها گردهمایی سیاسی عکس گرفته است. او همچنین در جنگ عراق و افغانستان نیز فعال بوده است. او قبلاً جایزه پولیتزر را در سال ۲۰۲۱ به عنوان بخشی از تیم AP که اعتراضات جورج فلوید را پوشش می‌داد، برنده شد. ووچی با دیدن مأموران سرویس مخفی ایالات متحده که با عجله به سمت ترامپ می‌رفتند، دوید تا موقعیت بهتری پیدا کند و شروع به عکاسی کرد. او در مورد سوءقصد گفت: «من می‌دانستم که این لحظه‌ای از تاریخ آمریکاست و باید مستند می‌شد».

## درک هنری

### ترکیب
عکس‌های ایوان ووچی، دونالد ترامپ را لحظاتی پس از یک سوء قصد به تصویر می‌کشد. مشت راستش به هوا بلند شده و روی صورتش خون است. او توسط مأموران سرویس مخفی ایالات متحده احاطه شده است که یکی از آنها به دوربین خیره شده است. پرچم ایالات متحده در پس زمینه در مقابل آسمان آبی به اهتزاز در می‌آید. در برخی از عکس‌های ووچی، دهان ترامپ باز است و فریاد می‌زند «بجنگ!» در برخی دیگر، لب‌های ترامپ جمع شده است. نسخه برش‌نخورده ترامپ را نشان می‌دهد که در دست چپ خود کلاهی با عنوان "Make America Great Again" (عظمت را دوباره به آمریکا بازگردانیم) را در دست دارد.
یک تحلیل منتشر شده از سارا اسکار برای The Conversation می‌گوید: «برای درک اینکه دقیقاً چه چیزی این تصویر را ارزشمند کردده است، چندین عنصر وجود دارد که می‌توانیم آن‌ها را تجزیه کنیم؛ [...] عوامل یک تصویر را تشکیل می‌دهند. ترکیب مثلثی که ترامپ را در رأس قرار می‌دهد [...] عامل ما را به تصویر می‌کشاند، او به عقب نگاه می‌کند، او عکاس را می‌بیند و بنابراین، به نظر می‌رسد که ما را می‌بیند در مقابل آسمان آبی، هر چیز دیگری در تصویر قرمز، سفید و آبی است. اسکار به دانش ووچی از "اهمیت حفظ حس آرامش عکاسی در دستیابی به "شات" اشاره کرد، از اینکه مطمئن باشد موقعیت را از زوایای متعدد، از جمله ثبت صحنه با ترکیب بندی و نور مناسب، پوشش می‌دهد.

### چشم‌انداز
فیلیپ کنیکات در واشینگتن پست نوشت که عکسی که فردی را با دهان بسته نشان می‌دهد به خوبی کنار هم قرار گرفته است. دارای زوایای تیز است که هرج و مرج و هیجان لحظه را نشان می‌دهد، و ترکیب خوبی از رنگ‌ها - قرمز، سفید و آبی، از جمله آسمان آبی در بالا و یک بنر قرمز و سفید در پایین. کنیکات همچنین اشاره کرد که به نظر می‌رسد ترامپ از نسخه ساده شده این رنگ‌های اساسی متمایز است.

### نشریات
عکسی که در آن شخصی دهان بازدارد، که توسط ووچی گرفته شده است، و سایر تصاویر مهم تیراندازی که توسط آنا مانی میکر از گتی ایماژ و داگ میلز از نیویورک تایمز گرفته شده است، به سرعت در اتاق‌های خبر به عنوان «عکس ایوان»، «آنا» شناخته شدند. عکس، و «عکس گلوله». عکس ووچی برای قرار گرفتن روی جلد مجله تایم در ۵ اوت ۲۰۲۴ انتخاب شد. این عکس‌ها در صفحه اول روزنامه‌های ایالات متحده، بریتانیا و استرالیا منتشر شد.

### عکاسی
فریزر نلسون از The Spectator بیان کرد که هر کسی که این عکس را نقد می‌کند اهمیت آن را می‌داند و آن را «عکس یک بار در یک نسل» خواند که اهمیت زیادی در سیاست و تاریخ آمریکا خواهد داشت. او کار ووچی را به عنوان یک عکاس خبری قدرتمند ستود و معتقد بود که این تصویر به عنوان یکی از مهم‌ترین عکس‌های سیاسی که تا کنون گرفته شده است، در خاطره خواهد ماند.
تایلر آستین هارپر از آتلانتیک یکی از عکس‌های دهان باز را بدون توجه به احساسات بینندگان نسبت به شخص در عکس، بلافاصله افسانه ای و یکی از ترکیب بندی‌های عالی در تاریخ عکاسی ایالات متحده توصیف کرد.
جرمی بار اظهار داشت که یکی از نسخه‌های دهان باز در تاریخ عکاسی آمریکا به یادگار خواهد ماند.
جوردی گری از The Australian پیش‌بینی کرد که یکی از عکس‌های دهان باز به دلیل ترکیب‌بندی بی‌نقصش به تصویری تعیین‌کننده از زمان ما تبدیل می‌شود.
آشیما گروور از هندوستان تایمز به یک عکس دهان باز به عنوان یک عکس افسانه ای آمریکایی اشاره کرد که در آزمون زمان مقاومت می‌کند.